# Apodemus ponticus
Apodemus ponticus es una especie de roedor de la familia Muridae.

## Distribución geográfica
Se encuentra en Armenia, Azerbaiyán, Georgia, posiblemente Irán, Irak, Rusia, y Turquía. 